# Campeonato de fútbol de San Martín (Francia) 2017
El Campeonato de fútbol de San Martín 2017 fue  la edición número 47 del Campeonato de fútbol de San Martín (Francia).

## Formato
En el torneo participarán 6 equipos que jugarán dos veces entre sí mediante el sistema todos contra todos, totalizando 10 partidos cada uno. Después de las primeras 10 jornadas los equipos serán divididos en dos grupos: en uno los pares y otro los impares. Dentro de cada grupo jugarán una vez más contra sus rivales, accediendo a las semifinales los dos primeros.
El ganador de la final, al igual que el perdedor, podrá participar del Campeonato de Clubes de la CFU 2018.
Se asignarán cuatro puntos por victoria, dos por empate y uno por derrota.

## Temporada regular
Actualizado el 26 de noviembre de 2016.
| Pos. | Equipo            | PJ | PG | PE | PP | GF | GC | DG | Pts. | Clasificado a |
| ---- | ----------------- | -- | -- | -- | -- | -- | -- | -- | ---- | ------------- |
| 1    | FC Marigot        | 0  | 0  | 0  | 0  | 0  | 0  | 0  | 0    | Grupo impares |
| 2    | Junior Stars      | 0  | 0  | 0  | 0  | 0  | 0  | 0  | 0    | Grupo pares   |
| 3    | Concordia         | 0  | 0  | 0  | 0  | 0  | 0  | 0  | 0    | Grupo impares |
| 4    | Saint-Louis Stars | 0  | 0  | 0  | 0  | 0  | 0  | 0  | 0    | Grupo pares   |
| 5    | United Stars      | 0  | 0  | 0  | 0  | 0  | 0  | 0  | 0    | Grupo impares |
| 6    | Orléans Attackers | 0  | 0  | 0  | 0  | 0  | 0  | 0  | 0    | Grupo pares   |

- NOTA:Esta lista es provisional

## Grupos semifinales
Actualizado el 26 de noviembre de 2016.

### Grupo impares
| Pos. | Equipo   | PJ | PG | PE | PP | GF | GC | DG | Pts. | Clasificado a |
| ---- | -------- | -- | -- | -- | -- | -- | -- | -- | ---- | ------------- |
| 1    | Equipo 1 | 0  | 0  | 0  | 0  | 0  | 0  | 0  | 0    | Play-offs     |
| 2    | Equipo 3 | 0  | 0  | 0  | 0  | 0  | 0  | 0  | 0    | Play-offs     |
| 3    | Equipo 5 | 0  | 0  | 0  | 0  | 0  | 0  | 0  | 0    |               |

### Grupo pares
| Pos. | Equipo   | PJ | PG | PE | PP | GF | GC | DG | Pts. | Clasificado a |
| ---- | -------- | -- | -- | -- | -- | -- | -- | -- | ---- | ------------- |
| 1    | Equipo 2 | 0  | 0  | 0  | 0  | 0  | 0  | 0  | 0    | Play-offs     |
| 2    | Equipo 4 | 0  | 0  | 0  | 0  | 0  | 0  | 0  | 0    | Play-offs     |
| 3    | Equipo 6 | 0  | 0  | 0  | 0  | 0  | 0  | 0  | 0    |               |

## Play-offs
Actualizado el 26 de noviembre de 2016.

### Semifinales
| Local                     | Resultado | Visitante                 | Fecha | Ciudad |
| ------------------------- | --------- | ------------------------- | ----- | ------ |
| Equipo primero de impares |           | Equipo segundo de pares   | TBA   | TBA    |
| Equipo primero de pares   |           | Equipo segundo de impares | TBA   | TBA    |

### Tercer puesto
| Local                   | Resultado | Visitante               | Fecha | Ciudad |
| ----------------------- | --------- | ----------------------- | ----- | ------ |
| PERDEDOR DE SEMIFINAL 1 |           | PERDEDOR DE SEMIFINAL 2 | TBA   | TBA    |

### Final
| Local                  | Resultado | Visitante              | Fecha | Ciudad |
| ---------------------- | --------- | ---------------------- | ----- | ------ |
| GANADOR DE SEMIFINAL 1 |           | GANADOR DE SEMIFINAL 2 | TBA   | TBA    |

| POR DEFINIR Campeón |